# Mautes
Mautes è un comune francese di 229 abitanti situato nel dipartimento della Creuse nella regione della Nuova Aquitania.

## Società

### Evoluzione demografica
Abitanti censiti